# Горелая долина (урочище)
Горе́лая доли́на — урочище, расположенное в Змиевском районе Харьковской области в бассейне реки Северский Донец, в четырёх километрах к юго-востоку от озера Лиман, на третьей надлуговой террасе. Эта территория уникальна как единственное изолированное местонахождение солончаков в области и самая северная точка солончаков в Европе(Гамуля, 1994).
Главными экологическими факторами, определяющими качественный состав и структуру биоценозов долины, является водный режим, степень засоления почвы и воды, способ хозяйственного использования.

## Особенность водоемов

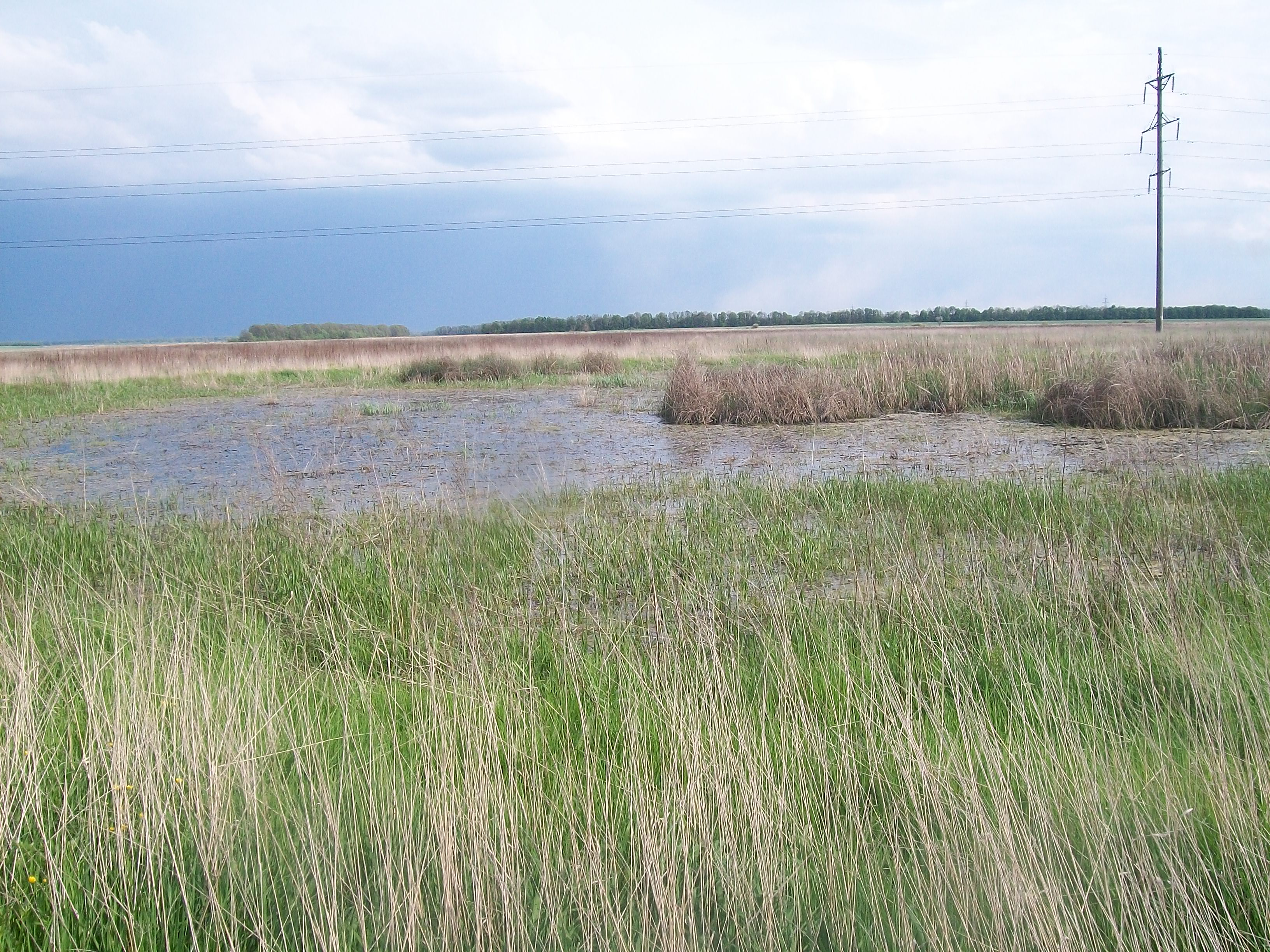
оз. Горелое

Водоемы, расположенные на территории урочища, относятся к выделенному Е. И. Лукиным (1979) типу водоемов (луж) с длительным сроком стояния воды, или пересыхающих не каждый год. Основными источниками питания водоемов являются атмосферные осадки (дождевые и снеговые) и подземные воды.
Для урочища, как и для Северского Донца в целом, характерны высокий уровень весеннего половодья, сравнительно невысокие паводки, возникающие летом или осенью, и продолжительная летняя и зимняя межень. В период весеннего половодья уровень воды повышается до 1,5 метра, что приводит к слиянию отдельных водоемов в единую водную систему, состоящую из озёр и участков суши, времен-но покрытых водой. При пересыхании на части таких участков может образовываться солевая корка. Самый крупный водоем урочища озеро Горелое, имеет смешанное питание, при этом в засушливые периоды питается грунтовыми водами(родниковыми), которые доминируют и выполняют основную роль, а в весенний и осенний период доминирует питание атмосферными осадками. По-видимому, существенным фактором, определяющим видовой состав ракообразных, обнаруженных в урочище, является полная изоляция водоемов «Горелой долины» от реки Северский Донец.
Для обследованной территории характерно наличие растений, относящихся ко всем фитоценотическим группам: луговой, водной, болотной, лесной, галофитной, псаммофитной, сорной (Гамуля, 1994).

## Растительность
Прибрежно-водная растительность бедная, представлена фрагментами таких ассоциаций: Sparganitus alimatosum, Sparganietum butosum, Sparganietum sagittariosus, Typheta purum. Высшая водная растительность представлена Typheta purum.(прикреплен корнями к грунту, побеги длиной 30-50 см) на мелких местах не покрытых илом, и Ceratophyllum tanaiticus, укореняющимся в таких же местах и представленным побегом до 10 см длиной или отдельными более короткими участками, плавающими в поверхностном слое воды. Поверхность воды у зарослей тростника и камыша местами покрыта Spirodella polyrhiza.
На территории урочища обитает редкие виды пиявок занесённые в Красную книгу Украины: Fadejewobdella quinqueannulata (Lukin, 1929), Hirudo medicinalis Linnaeus, 1758 и Hirudo verbana Carena, 1820 (Утевский, 1999, 2010). Также на территории урочища обнаружено три вида ракообразных занесенных в Красную книгу Украины: Tanymastix stagnalis (Linnaeus, 1758), Drepanosurus birostratus (Fisher, 1851) и Hemidiaptomus rylovi Сharin 1928 (Сидоровский, 2010, 2012).